# Elckerlijc
Elckerlijc oder Elckerlyc (kompletter Titel: Den Spyeghel der Salicheyt van Elckerlijc – Hoe dat elckerlijc mensche wert ghedaecht Gode rekeninghe te doen) ist eine sogenannte Moralität in niederländischer Sprache aus dem 15. Jahrhundert.

## Geschichte
Das Stück wird dem Kartäuser Peter van Diest (auch Petrus Dorlandus) (um 1454–1507), Vikar des Klosters Zelem bei Diest, zugeschrieben. Herman Brinkman hat 2004 behauptet, dass Jan Casus aus Antwerpen, Mitglied der Retorikerkammer De Violieren, der Autor sei.
Von den drei ältesten Ausgaben ist je ein unvollständiges Exemplar erhalten. Die erste Ausgabe wurde 1495 in Delft von Christiaen Snellaert gedruckt. Hier fehlen das Titelblatt und drei weitere Blätter. Die zweite Ausgabe (Antwerpen, Govaert Bac) datiert vermutlich aus 1501. Hierbei fehlt das letzte Blatt. Die dritte Ausgabe (Antwerpen, Willem Vorsterman, aus etwa 1525) ist ziemlich komplett. Es gibt auch eine Handschrift aus dem Ende des 16. Jahrhunderts, mit einem modernisierten Text, der wahrscheinlich auf eine verschollene Version zurückgeht. Der erste moderne Druck stammt aus 1892 (H. Logeman). In den 1960er-Jahren war es vor allem R. Vos, der den Elckerlijc studierte und edierte. 1998 erschien eine Edition zusammen mit Mariken van Nieumeghen in einem Band, mit einer Version in moderner Sprache von Willem Wilmink.
Elckerlijc war im Mittelalter ein besonders populäres und erfolgreiches Theaterstück. Es gewann laut Titelblatt den ersten Preis bei einer Zusammenkunft der Brabanter Rhetorikerkammer, genannt Landjuweel. Andere Quellen sind hierfür nicht bekannt.

## Übersetzungen

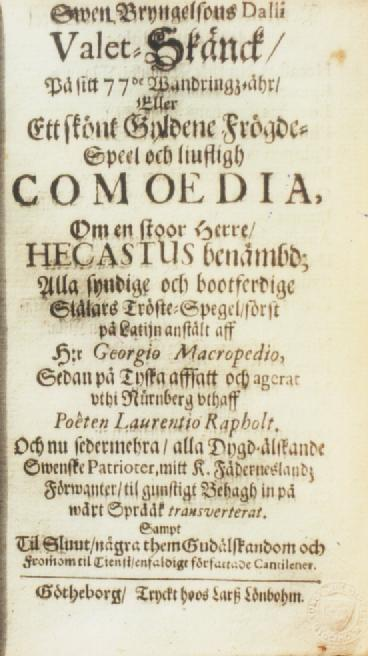
Schwedische Ausgabe von Macropedius’ Hecastus. (Göteborg, 1681)

Es gibt eine englische Übersetzung aus dem frühen 16. Jahrhundert, genannt Everyman. Niederländische und englische Sprachhistoriker stritten sich jahrzehntelang darüber, ob das englische Everyman auf Elckerlijc basiert, oder umgekehrt. Der überzeugendste Nachweis, dass Elckerlijc das Original war, lieferte der englische Historiker E. R. Tigg. Er zeigte auf, wie viele Reime und literarische Figuren aus dem Niederländischen ins englische Everyman übertragen wurden. Daneben hat der englische Übersetzer frei übersetzt, wo Wörter sich wohl auf Niederländisch, aber nicht auf Englisch reimten. Es gibt schlussendlich keinen endgültigen Beweis, aber allgemein wird angenommen, dass der niederländische Elckerlijc tatsächlich das Original ist.
1539 publizierte der Rektor der Sankt Hieronymusschule in Utrecht, Georgius Macropedius (1487–1558), eine lateinische Version, Hecastus genannt. Das Stück wurde 1538 in Utrecht von den Schülern der Hieronymusschule aufgeführt. Dieses Werk wurde später mehrfach übersetzt und aufgeführt, insbesondere im deutschen Reich.
Homolus oder der Sünden loin ist der Toid heißt eine Version des Kölner Druckers Jaspar van Gennep (etwa 1500–1564).
Hugo von Hofmannsthal verarbeitete das Elckerlijc-Thema 1911 zu Jedermann, bekannt von den Salzburger Festspielen. Auch Everyman von Philip Roth ist davon inspiriert.
Eine moderne deutschsprachige Ausgabe mit mittelniederländischem Originaltext des 'Elckerlijc' erschien 2013 (Münster, Agenda Verlag).

## Inhalt
Gott beklagt die Verdorbenheit der Menschen. Er ruft den Tod zu sich. Elckerlijc (der Name bedeutet „jeder Mensch“, „jedermann“) muss über sein Leben Rechenschaft ablegen.
Elkerlijc erhält den Auftrag, eine Pilgerfahrt zu unternehmen. Er erfährt, dass er sterben muss. Elckerlijc versucht vergeblich, den Tod zu bestechen, aber er erhält keinen Aufschub. Er darf auf seiner Pilgerfahrt aber einen Reisegefährten mitnehmen.
Er bittet daraufhin mehrere Gesellen, ihn zu begleiten, aber Gheselscap (die „Gesellschaft“, seine Freunde), Maghe en Neve („Freunde“, „Verwandte“) und Tgoet („das Gut“, der Besitz, das Geld und die Güter) weigern sich, wenn sie erfahren, was das Ziel der Reise ist. Die Duecht („Tugend“) ist zu schwach für die Reise, aber deren Schwester Kennisse („Selbsterkenntnis“) bringt Elckerlijc zur Biechte („Beichte“). Elckerlijc tut Buße, wodurch Duecht wieder zu Kräften kommt. Begleitet von Schoonheyt („Schönheit“), Cracht („Kraft“), Vroetscap („Weisheit“) und Vijf Sinnen (die „fünf Sinne“) tritt er die Reise an.
Elckerlijc macht sein Testament und empfängt die letzten Sakramente. Beim Endziel (dem offenen Grab) angekommen, lassen die Begleiter Elckerlijc im Stich; lediglich Duecht und Kennisse begleiten ihn in den Himmel. Elckerlijc stirbt. Kennisse erzählt, dass Duecht sich bei Gott melden wird. Ein Engel führt Elckerlijcs Seele in den Himmel. Im Na-prologhe (wörtlich: „Nach-Prolog“) wird die Moral in Worte gefasst: Menschen sollen rein vor Gott erscheinen.

## Bedeutung
Die Geschichte spielt in der Gedankenwelt. Das Thema: Jeder Mensch muss sterben, nur die Tugend bleibt bei einem. Die Motive: Pilgerreise, Sünde und Reue/Einkehr, materielle Wohlfahrt (gegenüber geistlichem Zerfall), Todesmotiv, Spiegelmotiv, Vergebung, katholisch.

## Zitat
Ein Zitat aus dem Anfang des Stücks:
God spreect
Gaet hene tot Elckerlijc ghereet
Ende segt hem van mijnen tweghen saen
Dat hi een pelgrimagie moet gaen
Die niemant ter werelt en mach verbi
Ende dat hi rekeninghe come doen mi
Sonder vertrec: dats mijn ghebot.
Gott spricht
Geht hin zu Elckerlijc sofort
Und sagt ihm von meinetwegen gleich
Dass er eine Pilgerfahrt muss gehen
Die niemand auf der Welt lassen kann
Und dass er mir Rechenschaft soll geben
Ohne Verzug: dies ist mein Gebot.